# Giovanni Cristoforo Romano

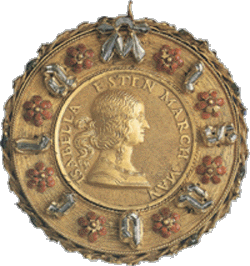
Medalla de Isabella d'Este de Gian Cristoforo Romano

Gian Cristoforo Romano (Roma, 1460/65 – Loreto, 1512) fue un escultor, medallista, músico, poeta y cortesano italiano del Renacimiento. 
Aunque el tiempo ha olvidado el nombre de este gran escultor, del que se conservan pocas obras, y de las cuales solo una firmada, fue en realidad tratado junto a su contemporáneo Miguel Ángel como los mejores escultores de la Roma de Julio II. 
En 1888 Adolfo Venturi rescata su nombre del olvido, y en 2010 el Doctor Leone de Castris toma el relevo realizando una intensa investigación sobre este escultor.

## Antecedentes y primeros pasos
Hijo de Isaia da Pisa, un escultor activo en Roma entre los años 1440 y 1460, participando en las obras de la basílica de San Marco, en la Archibasílica de San Juan de Letrán y en la Basílica de Santa María la Mayor entre otras. Colabora además en la decoración del Arco triunfal de Alfonso de Aragón, situado en la entrada del Castel Nuovo de Nápoles. 
El padre de Isaia fue Filippo di Giovanni, desarrollando parte de su obra en Roma desde 1431. 
Isaia muere en torno a 1465, dejando a su hijo, entonces con una edad muy temprana, a cargo de un socio suyo romano. Pocos años después, entre 1470 y 1480 se forma en la misma Roma, en el taller de Paolo Romano. Aunque también se baraja la posibilidad de haber estado presente en el taller de Andrea Bregno.
La vida de su padre y su abuelo como escultores y su desarrollo y aprendizaje en Roma harán de Gian Cristoforo un experto en obras de la antigüedad. 

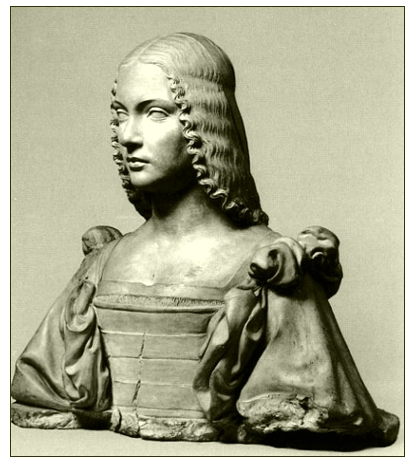
Busto de mujer, probablemente Isabel de Este de Gian Cristoforo Romano. Terracota. c. 1500. Kimbell Art Museum

## Gian Cristoforo desde 1490, su recorrido por Italia
A partir de 1490 comenzamos a tener noticias fiables de este artista cuyas fuentes han sido mayormente documentos de archivo y correspondencia entre diversas personalidades de la época. 
Su etapa más activa estuvo caracterizada por un itinerante recorrido por toda Italia, debido principalmente a su papel de embajador y perito de Isabel de Este y a su enfermedad (sífilis) que por aquel entonces se recomendaba “cambiar de aires” para intentar paliar los síntomas. 

### Gian Cristoforo en Milán
Es a partir de 1491 cuando aparece por primera vez el nombre de Gian Cristoforo en los documentos de archivo, en la corte de Ludovico el Moro y su mujer, entonces Beatriz de Este.
Antes de esta fecha no se sabe seguro su itinerario. Según algunos llega a Milán desde Ferrara en 1491 por Beatriz y quizás por su boda. Aunque existe una hipótesis de que ya en el 1490 Gian Cristóforo llega a Milano donde el Moro tenía intención de encargarle la restauración de un Bacco antiguo. 
En el 1491 seguramente habría recibido por parte de la corte sforzesca el encargo de realizar el monumental sepulcro de Gian Galeazzo Visconti para la Cartuja de Pavia. Fue firmado por él mismo sobre el arquitrabe del baldaquino y por Benedetto Briosco.
A final del mismo año firma un contrato con Antonio Mantegazza para proseguir con la decoración de la fachada de la iglesia de la Cartuja, que hasta entonces se había entorpercido por la muerte, en 1482, del hermano de Mantegazza, Cristoforo.
En la actividad de Romano en sus años milaneses se incluye la realización y exportación de esculturas “all'antica”. 
En la Corte de los Sforza Gian Cristoforo comienza a convertirse en un gran cortesano, posición que le permite entre otras cosas, conocer a personalidades como Leonardo da Vinci en su visita a Milán. Este aspecto es uno de los que más caracterizan a la figura de Gian Cristóforo, cultivando además de las artes escultóricas, las del dibujo, la música, el teatro, el canto, etc. 
En este tiempo, una marquesa comienza a interesarse por la obra de artista, solicitando insistentemente un encuentro con el escultor. Hablamos de Isabel de Este, una noble que determinará toda la vida de Gian Cristóforo.

### Gian Cristoforo en Mantua
En 1497, Gian Cristoforo viene pagado por su trabajo en la Cartuja de Pavía y es solicitado por la marquesa de Mantua, Isabel de Este, trasladándose a esta ciudad el mismo año. Isabel no tarda en comisionarle el primer encargo, siendo éste la puerta de su Studiolo.
En mayo del año siguiente, Romano se encuentra ya realizando una de sus obras más importantes, la medalla de oro de Isabel de Este.
La obra de Gian Cristoforo en Mantua, sobre todo en los primeros años del siglo XVI, se compone sobre todo de retratos en mármol y en terracota. Como ejemplo de ellos se conservan el busto en terracota del marqués Francisco II Gonzaga, marido de Isabel, y el de un niño identificado como Federico II Gonzaga, hijo del matrimonio. Se conservan cartas donde consta la realización además del retrato de Isabel, que no ha llegado a nuestros días. 
En 1501 se embarca hacia Grecia, donde permanece cuatro meses. A su vuelta, su papel se conoce ya como el de perito y consejero por excelencia de Isabel de Este.

### Gian Cristoforo a su paso por Milán, Bolonia y Urbino
En 1505, Romano abandona Mantua y se dirige a Milán, donde frecuenta los salones de Margarita Sanseverino y Giacomo Antonio de la Torre.
En octubre del mismo año se traslada a Bolonia, encontrando trabajo para la familia Grati. 
Pocos después, continúa hacia Urbino donde se instala pocos días, antes de llegar finalmente a Roma. En esta ciudad consolida su relación con la cuñada de Isabel de Este, Isabel Gonzaga. 
En una de estas ciudades recibe una carta de Isabel, donde le pide que se traslade a Roma, que le espera un encuentro con el papa, actuando Romano como mediador entre ella y el pontífice. Isabel además le da ciertas pautas de comportamiento a seguir en presencia del religioso. 
Antes de su descenso a Roma, para también en Fossombrone, una pequeña ciudad a 30 kilómetros al norte de Urbino. 

### Gian Cristoforo en Roma
En noviembre de 1505 llega a Roma, donde tenía ya preparada la citación con el papa Julio II. Isabel se escribió con el papa y solicitó esta atención a su protegido. Allí llega Gian Cristoforo, como embajador de Isabel de Este. Probablemente conociera en el Vaticano a Rafael Sanzio y Miguel Ángel, donde se encontraban estos años realizando importantes obras. 
Durante su estancia, que ronda los 11 meses, presencia como buen conocedor de la antigüedad el descubrimiento del Laocoonte. Este suceso está documentado por Cesare Trivulzio, en una carta que escribe a Pomponio. De esta carta podemos extraer una cita curiosa: “...Questa statua, che insieme co' figliuoli Plinio dice esser tutta d'un pezzo, Giovannangelo Romano e Michel Christoforo fiorentino, che sono i primi scultori di Roma... ”. En esta cita, Cesare comete una errata a la hora de mencionar a los dos escultores más importantes de la Roma de este tiempo queriendo referirse a Gian Cristoforo y Miguel Ángel.

### Gian Cristoforo en Nápoles
A final de 1506 llega a Nápoles, invadida por los españoles pocos años antes. Fernando el Católico y su mujer Germaine de Foix se acercan a esta ciudad para conocer su conquista, uno de los motivos por el que Isabel de Este decide enviar a Gian Cristoforo a esta ciudad, para que conozca a los nuevos soberanos. Y así fue, una carta atestigua el encuentro con la nueva reina y con el primer virrey Gonzalo Fernández de Córdoba, llamado Gran Capitán, siendo probable también su encuentro con el mismo Fernando el Católico. 
Romano se aprovisionó de numerosas medallas de Isabel de Este para repartir por la ciudad y hacerlas llegar a la realeza como forma de propaganda de la duquesa. 

#### Carta de Jacopo d'Atri
El 24 de octubre de 1507 el embajador de los Gonzaga, Jacopo d'Atri, escribe a Isabel: “Ioan Christopharo Romano, vostro servitore di cuore, è qui [a Napoli] et me ha facto degno de una medaglia de vostra signoria che è mille volte bella como voi medesima” (traducción: “Gian Cristoforo Romano, vuestro servidor de corazón, está aquí [en Nápoles] y me ha hecho digno de una medalla de vuestra señoría, que es mil veces bella como vos misma”). Le comenta además que la mismísima Reina Germaine de Foix la miraba sin saciarse, al igual que las dos hijas del Gran Capitán. Menciona que Gian Cristoforo está haciendo una medalla de la duquesa de Milán (Isabel de Nápoles) que aún no ha terminado y escribe sobre la que hace del papa también. 
Estas tres medallas crean gran expectación en Nápoles durante la estancia de Romano. 

#### La Capilla del succorpo de la Catedral de Nápoles
El succorpo es una capilla subterránea excavada por voluntad del obispo Oliviero Carafa bajo el ábside y el altar mayor de la catedral con el objetivo de hospedar dignamente el cuerpo de San Jenaro, recuperado en 1497 por iniciativa de este obispo y su hermano menor Alessandro. La capilla fue construida en su mayoría por Tomaso Malvito.
Existen fuentes locales del poeta Cariteo, de 1509 y de Summorte de 1524 que describen esta capilla. También se conserva un poemetto sobre San Jenaro, compuesto entre 1503 y 1505 por el fraile franciscano Bernardino Siculo (en la Biblioteca Nacional de Nápoles) que describe ampliamente el succorpo entonces en construcción y sus partes.
A pesar de tal cantidad de información, aún no se conoce exactamente cuánto ha estado realizado por Malvito.
Romano coincidió en Nápoles con la construcción del succorpo y, recientemente, los estudios llevados a cabo por el Doctor Leone de Castris, han desvelado su participación en la obra de esta capilla subterránea.
Gian Cristoforo está presente en la última fase de la decoración del Succorpo (entre 1506 y 1511), pero su participación no será material como escultor sino más bien una contribución como idealista. La experiencia de este polifacético escultor se aprecia claramente en ciertos rasgos de la capilla, que han dado pie a su atribución, sobre todo por la grandísima influencia de la medalla renacentista. 

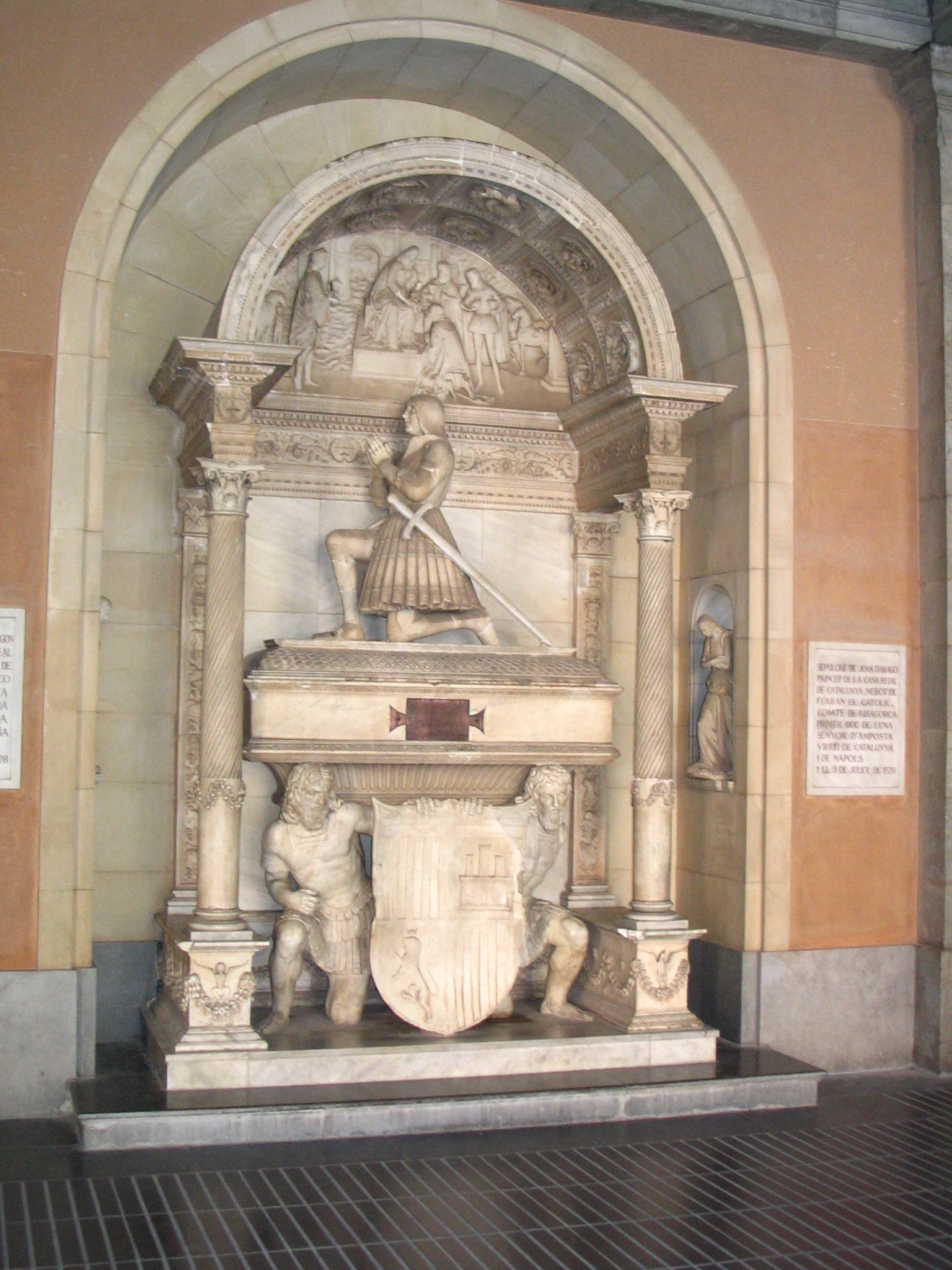
Sarcófago de Juan II de Ribagorza.

#### El sepulcro de Juan de Aragón
En el Monasterio de Montserrat se han conservado dos sepulcros de principios del siglo XVI restaurados entre 1950 y 1960.
Uno de ellos es el monumento funerario de Bernat II de Vilamarí, almirante del reino, realizado en Nápoles en la segunda década del siglo XVI, encargado por su mujer Isabela. 
El otro monumento es el Sarcófago de Juan II de Ribagorza, muerto 1528 y proveniente también de Nápoles donde Juan de Aragón estuvo entre octubre de 1506 y octubre de 1509 al servicio de Fernando el Católico, ocupando el puesto de virrey de Nápoles. 
Este monumento sepulcral fue comisionado en vida por él mismo durante su estancia en la ciudad italiana, siendo instalado en una de las Iglesias de Montserrat durante el año 1509.
La perla de Cataluña de Gregorio Argaiz constituye la fuente más importante para la historia de la abadía, describiendo el monumento por completo que entonces era él solo una capilla. Por desgracia fue muy dañado en 1811 por los franceses. En 1956 se restauró por Fernando Pau, siendo completado el mensaje y situándolo en el lugar que ocupa ahora. 
La arquitectura del sepulcro es análoga a la del portal de la iglesia milanesa de Santa Maria delle Grazie, comisionado en 1489 a Benedetto Briosco y Tommaso Cazzaniga.
Por todos los estudios realizados recientemente se atribuye la comisión por parte de Juan de Aragón de su sepulcro a Gian Cristoforo Romano, probablemente en 1507, hasta 1509.

## Últimos días
Después de Nápoles, Gian Cristoforo recorre un largo trayecto hasta Loreto, donde permanecerá alrededor de un año hasta su muerte a causa de su enfermedad en 1512. 